# Elsa Lioni
Elsa Lioni, echte naam: Nelly Cornelia Oosterhoorn (Amsterdam, 20 maart 1915 - aldaar, 4 juni 1983), was een Nederlands zangeres en actrice.
Lioni was in de jaren dertig als zangeres actief bij The Ramblers en volgde hierna het Conservatorium in Rotterdam. Zij speelde dertien jaar lang bij de Nederlandse Operastichting. Naast in films acteerde zij ook in de musical De man van La Mancha.
Lioni zong als klassiek zangeres onder meer met Marco Bakker en Cristina Deutekom. Zij overleed op 68-jarige leeftijd in Amsterdam en werd te Westgaarde in Amsterdam gecremeerd.

## Filmografie
- 1971. Wat zien ik!?
- 1971. TiTa Tovenaar
- 1973. Turks fruit
- 1973. De vloek van Woestewolf (televisieserie)
- 1973. Wij en de wereld (televisieserie)
- 1973. De Antikrist
- 1975. Pipo en het grachtengeheim
- 1975. Pipo en de piraten van toen
- 1975. De Holle Bolle Boom (televisieserie)
- 1976. Alle dagen feest
- 1977. Koning Bolo (televisieserie)
- 1977. Peter Voss. Der Milionendieb (televisieserie)
- 1978. Doctor Vlimmen
- 1978. Heilige Jeanne
- 1978. Doodzonde
- 1979. Pommetje Horlepiep - aantal afleveringen
- 1979. Een blik van verstandhouding (televisiefilm)
- 1980. Bonbon